# Ran-D
Ran-D (* 18. Mai 1981 in Zeeland, Provinz Nordbrabant; bürgerlich Randy Wieland) ist ein niederländischer Hardstyle-DJ.

## Karriere
Durch Festival-Besuche baute Wieland früh ein Interesse für Hardstyle-Musik auf. Er begann selbst mit dieser Musik zu experimentieren. Nach einem Anruf beim Labelchef des niederländischen Musiklabel „Special Records“ handelte er einen Deal aus und veröffentlichte in Zusammenarbeit mit A-Drive dort seine erste Single D-Pression. Es folgte eine Singleveröffentlichung über „Droppin’ Beats“, die zusammen mit DJ Pulse und MC Rems entstand, woraufhin der italienische Hardstyle-Musiker Zatox auf ihn aufmerksam wurde.
Durch Zatox Unterstützung geriet er an die Alpha Twins alias Alpha², die ihm eine Veröffentlichung bei ihrem Plattenlabel „A² Records“, einem Sublabel, des niederländischen Hardstyle-Erfolgs-Label „Scantraxx“ ermöglichten. Im Folgejahr arbeitete er mit ihnen zusammen an der Single Say Yeah. Des Weiteren ermöglichte ihm das Duo einen Auftritt auf dem Q-Dance-Festival Qountdown, gemeinsam mit B-Front im Dezember 2008. Dies markierte seinen ersten Auftritt vor großem Festivalpublikum. Im Folgejahr trat er dort auch erstmals solo auf.
Parallel lernte er den ebenfalls niederländischen DJ und Produzenten Adaro kennen, mit dem er ebenfalls einen Track produzierte. Allein 2010 folgten zwei Nachfolgesingles, woraufhin sie 2011 beschlossen das Duo Gunz for Hire zu gründen unter dem sie sowohl auf verschiedenen Festivals auftreten, als auch eigene Singles veröffentlichen.
2012 unterschrieb er einen Vertrag mit dem „Scantraxx“, wo er bis 2015 veröffentlichte, bis er ein eigenes Label mit Adaro, Frequencerz und B-Front unter dem Namen „Roughstate“ gründete. Er trat bei verschiedenen großen Hardstyle-Festivals auf, unter anderem auf der Defqon.1, Q-Base, InQontrol, X-Qlusive und The Qontinent und Electric auf.

## Diskografie
Die nachfolgende Liste zeigt lediglich die Diskografie Ran-Ds. Für die Diskografie von Gunz for Hire siehe dort.

### Singles & EPs
| - 2006: D-Pression (mit A-Drive) - 2007: Bomb This Place / Rage (mit DJ Pulse feat. MC Rems) - 2008: River Of Sound - 2009: My Name Is Hardstyle (vs. Adaro) - 2009: Living For The Moment / Inner Child - 2009: Say Yeah (vs. Alpa²) - 2010: Under Attack/Struggle for Existence (mit Adaro) - 2010: River of Sound - 2010: Feel my Fire/Crossroads - 2010: In for the Kill (mit Adaro) - 2011: Rebirth (Official Anthem 2011) (mit B-Front) - 2011: Son of Torture (mit Zany feat. Nikkita) - 2012: X (XXlerator Anthem) (feat. MC Villain) - 2012: #MyWay - 2012: Survivors (mit Digital Punk) - 2013: Dimensions (Reverze 2013 Anthem) - 2013: No Cure (mit Redixx) - 2013: Hectic (vs. Zatox) - 2013: Never Scared - 2013: Inside our Mind (Fantasy Island Anthem 2013) (mit Crypsis) - 2013: The Twilight Zone (Q-Base 2013) - 2014: Animals (mit Hard Driver) - 2014: The Hunt (Intents Festival Anthem 2014) (feat. E-Life) - 2014: Antidote (mit Endymion) - 2015: No Guts, No Glory (Defqon.1 Anthem 2015) (feat. Skits Vicious) - 2015: I am Legion - 2015: Wolfchild - 2015: FCK EDM - 2015: Firestarter - 2015: Paranoid (mit Phuture Noize) - 2015: Crossroads | - 2016: Shut Up (mit Frequencerz) - 2016: United (Official Decibel Outdoor Festival Anthem 2016) (feat. LXCPR) - 2016: Paranoid (mit Phuture Noize) - 2017: Drugs (mit Act of Rage) - 2017: Band of Brothers - 2017: Zombie (DE: Gold, NL: Platin) - 2017: Suicidal Superstar (mit Phuture Noize) - 2018: Hurricane (NL: Gold) - 2018: Nirvana - 2019: The Power of Now - 2019: Run from reality (mit Endymion feat. LePrince) - 2019: Not An Addict (mit Psyko Punkz feat. K’s Choice) - 2019: The Sound of Silence (mit Adaro & Kronos) - 2019: Battleborn (mit Frequencerz & Adaro) - 2020: Sleepless Nights (mit Hard Driver) - 2020: Armageddon (mit Andy SVGE) - 2020: Warriors (mit Wildstylez) - 2020: Living For the Moment (2020 Remix) - 2020: Dreamers of the Universe (feat. Mark Vayne & Diesel) - 2020: Fight Fire With Fire (mit LePrince) - 2021: Dance With the Devil (mit D-Sturb & XCEPTION) - 2021: Virtual Reality (Kronos) - 2021: Heaven & Hell (XCEPTION & MC Diesel) - 2021: The Reawakening (Charlotte Wessels) - 2021: We Are the Storm (Sound Rush & LePrince) - 2021: If Tomorrow Never Comes (Galactixx & E-Life) - 2022: Out Of Control - 2022: One Last Time (mit Sub Zero Project) - 2022: Come Take My Hand Ran-D Remix (2 Brothers On The 4th Floor) - 2022: Never Shut Us Down (Shutdown Festival 2022 Anthem) - 2022: The Raven of the Night |

## Auszeichnungen für Musikverkäufe
Anmerkung: Auszeichnungen in Ländern aus den Charttabellen bzw. Chartboxen sind in ebendiesen zu finden.
| Land/RegionAuszeichnungen für Musikverkäufe (Land/Region, Auszeichnungen, Verkäufe, Quellen) | Gold     | Platin  | Verkäufe | Quellen           |
| -------------------------------------------------------------------------------------------- | -------- | ------- | -------- | ----------------- |
| Deutschland (BVMI)                                                                           | Gold1    | —       | 200.000  | musikindustrie.de |
| Niederlande (NVPI)                                                                           | Gold1    | Platin1 | 135.000  | nvpi.nl           |
| Insgesamt                                                                                    | 2× Gold2 | Platin1 |          |                   |